# 大衛·麥堅迪
大衛·麥堅迪 PC MP（1960年2月25日—），加拿大政治人物和律師，2004年起以加拿大自由黨黨員身份擔任國會下議院議員，代表安大略省的渥太華南選區。他從2024年起先後在總理賈斯汀·杜魯多和馬克·卡尼內閣中任職部長，現為國防部長。

## 早年生活和事業
麥堅迪生於安大略省渥太華，母親伊利沙伯是一名護士，父親老道爾頓·麥堅迪則是一名政客和大學教授，並曾於1987年至1990年間擔任安大略省議會渥太華南選區議員。他父親是愛爾蘭裔，母親則是英格蘭裔和法裔加拿大人。他的兄長道爾頓·麥堅迪曾於2003年至2013年間擔任安大略省省長。
他從肯普特維爾學院農業文憑後於渥太華大學取得文學學士和法學學士學位，並曾於魁北克省舍布魯克大學進修。1991年他從倫敦政治經濟學院取得法學碩士學位後，於倫敦國王學院擔任客座講師和研究員，1992年-95年間則於英國古爾登律師事務所（Gouldens Solicitors）執業。他於1995年返回加拿大，後獲任命為總理環境及經濟全國圓桌會行政總裁。

## 從政
麥堅迪於2004年聯邦大選代表自由黨競逐國會下議院渥太華南選區議席並告當選，後一直在該選區連任國會議員。他在第38屆國會中出任環境及可持續發展常務委員會成員，和自由黨國家首都地區黨團主席。自由黨在2006年聯邦大選失掉執政地位，黨魁馬田遂告請辭，麥堅迪則獲臨時黨魁葛利衡任命為官方反對黨交通評議員。他在同年黨魁選舉中支持葉禮庭，狄安當選黨魁後則於2007年1月任命麥堅迪為環境評議員。
自由黨再於2008年大選失利，狄安遂辭任黨魁。麥堅迪曾被視為黨魁選舉潛在候選人之一，但他於2008年11月表示無意競選黨魁，並再度支持葉禮庭。葉禮庭繼任黨魁後於2009年1月委派麥堅迪出任環境及能源評議員，再於2010年9月任命麥堅迪為下議院反對黨首席議員。
2011年大選自由黨再次落敗後，葉禮庭辭任黨魁，麥堅迪則於同年6月獲臨時黨魁李博任命為天然資源評議員。麥堅迪於2012年1月表示考慮競選黨魁，但於同年11月確認不會參選。
新任黨魁賈斯汀·杜魯多於2015年大選帶領自由黨重拾執政權，麥堅迪則於2017年獲總理杜魯多委派出任新設的國會議員國家安全及情報委員會主席職務。杜魯多於2024年12月改組內閣，委派麥堅迪出任公共安全部長。
馬克·卡尼接替杜魯多出任黨魁後，於2025年3月14日委派麥堅迪入閣出任公共安全及應急部長。自由黨在2025年大選後保持少數政府地位，麥堅迪在卡尼內閣中改任國防部長。